# Nicholas Fung
Nicholas Fung (1990) is een golfprofessional uit Maleisië. Hij speelt sinds 2012 op de Aziatische PGA Tour.
Fung begon op 12-jarige leeftijd golf te spelen op de Sabah Golf & Country Club in Sabah.

## Professional
Hij werd in 2010 professional. Hij won in 2010 al zijn eerste toernooi door Panuphol Pittayarat met 4&3 in de Vietnam Masters te verslaan. Hij eindigde op de 2de plaats van de Mercedes-Benz Order of Merit. Hij speelde ook de Midea China Classic van de OneAsia Tour en eindigde op de 14de plaats. Omdat hij op de OneAsia Tour had gespeeld, werd hij twee jaar lang niet toegelaten op de concurrerende Aziatische Tour.
In 2011 won hij twee toernooien op de Maleisische PGM Tour en eindigde op de 3de plaats van die Order of Merit. Op de Aziatische Tour kon hij alleen op invitatie spelen. Hij werd 2de bij het eerste Palembang Musi Championship in Indonesië, bij de Sabah Masters en bij de Ancora Classic. Hij eindigde in 2011 op de tweede plaats van de Order of Merit van de Aziatische Tour.

### Gewonnen
- 2010 (Mercedes-Benz Tour): Mercedes-Benz Masters Vietnam (matchplay)